# Kålgården
Kålgården är en stadsdel i Jönköping, söder om Östra centrum samt mellan Munksjön och Rocksjön.
Kålgården betecknades vid stadens grundläggande på Öster på 1600-talet som Moraset. Det var ett låglänt område med mader, kärr och små holmar med torrmark. Efterhand övergick marken till låglänta ängar och började användas som kålgårdar för stadens borgare.
Mellan 2003 och 2007 byggdes cirka 642 nya lägenheter i Kålgården av bland andra HSB, Riksbyggen, Vätterhem och PEAB.
I den norra delen av Kålgården mot Odengatan finns en gammal gårdsmiljö bevarad med hus från 1800-talet samt nybyggda hus i gammal stil. Detta område benämns Gamla Kålgården och uppfördes kring 1990. 
Det har funnits flera industrier på området, till exempel Nydals Gjuteri & Mekaniska Verkstad och Framnäs snickerifabrik, tunnbinderi och stenhuggeri. Andra verksamheter som funnits på Kålgården är "Teaterladan”, eller ”Operahuset på Maden” som det kom att kallas, som fanns redan på 1700-talet på Fortunagatan.

## Bildgalleri

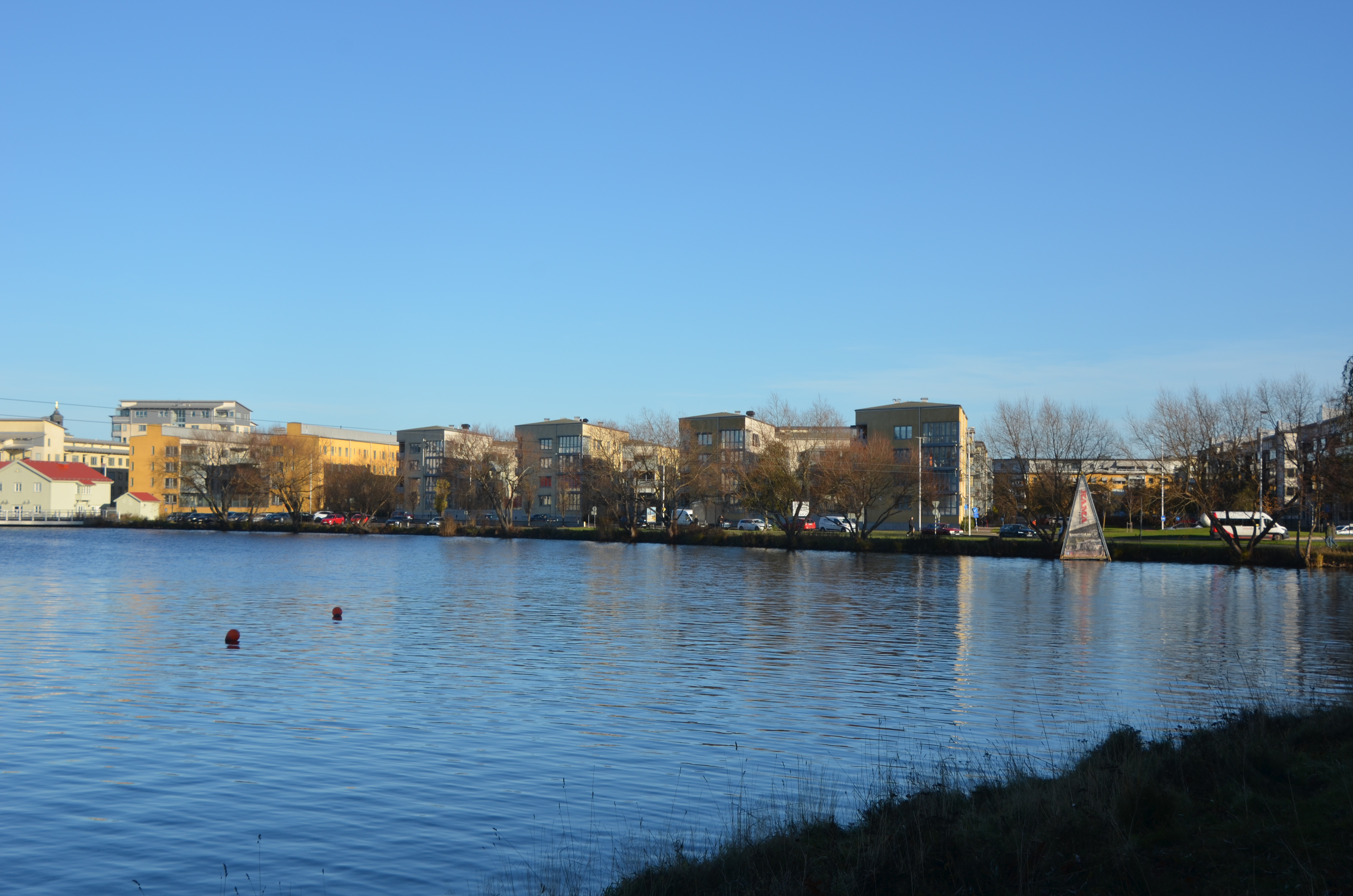
Kålgården vid Kämpevägen
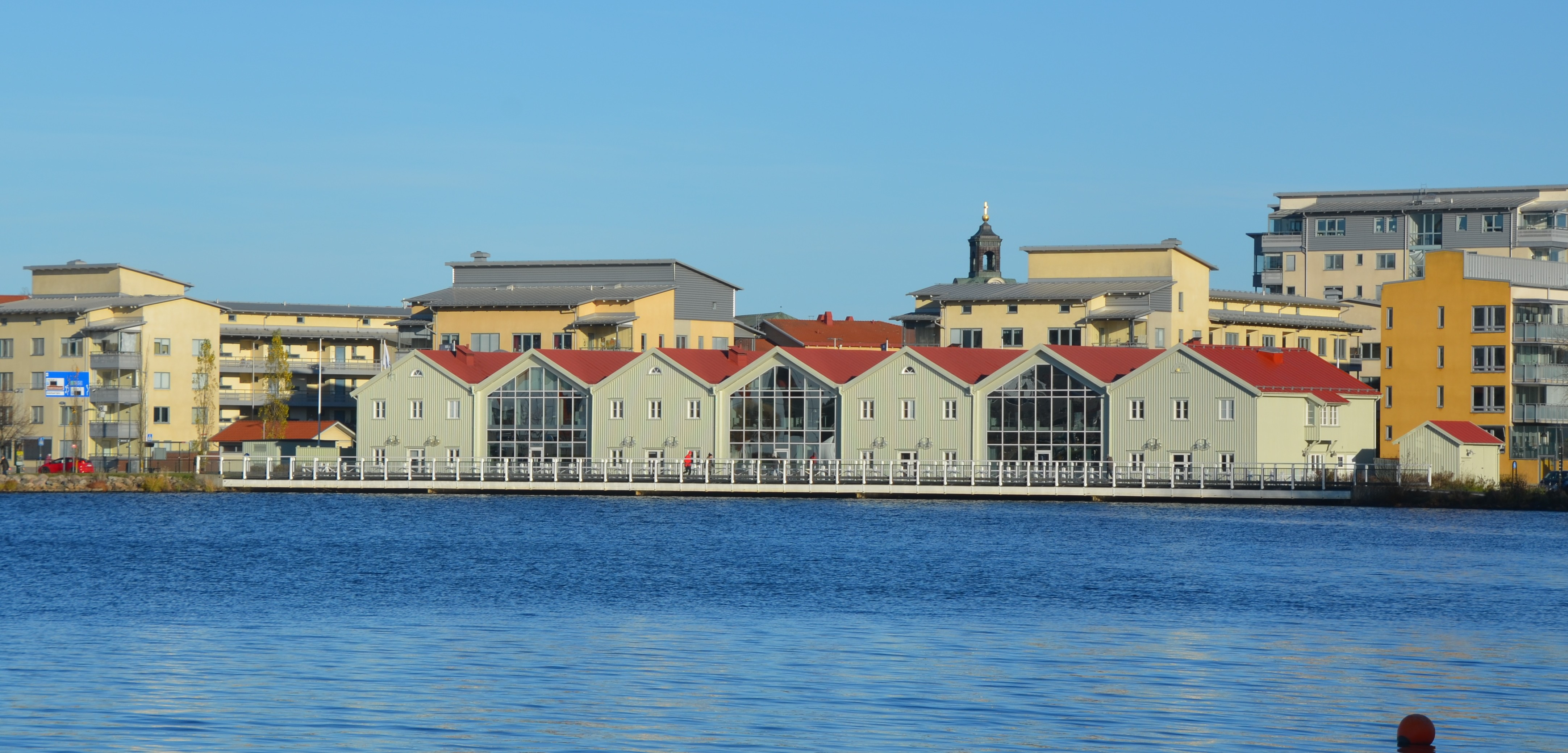
Det tidigare Bruuns magasin
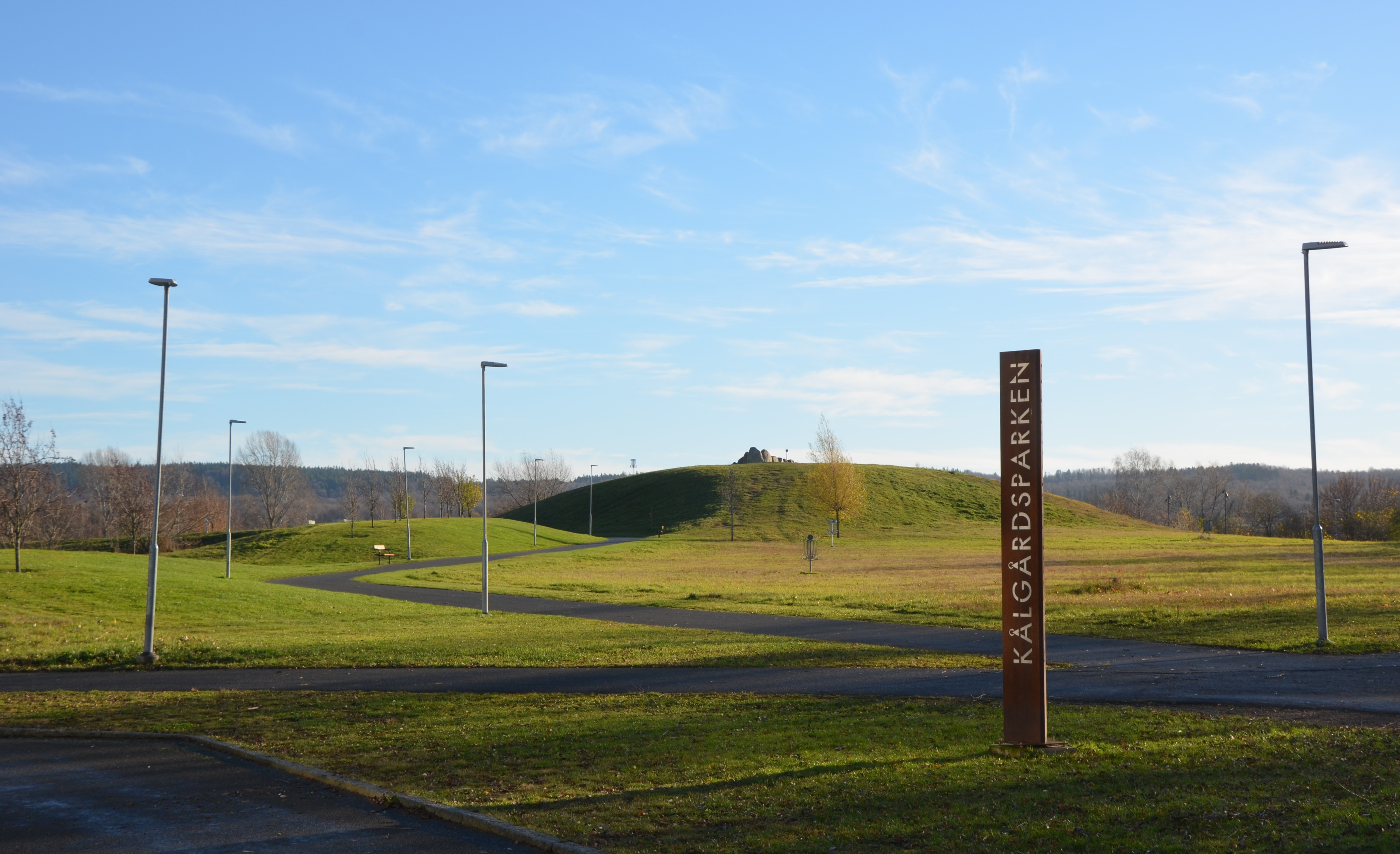
Kålgårdsparken
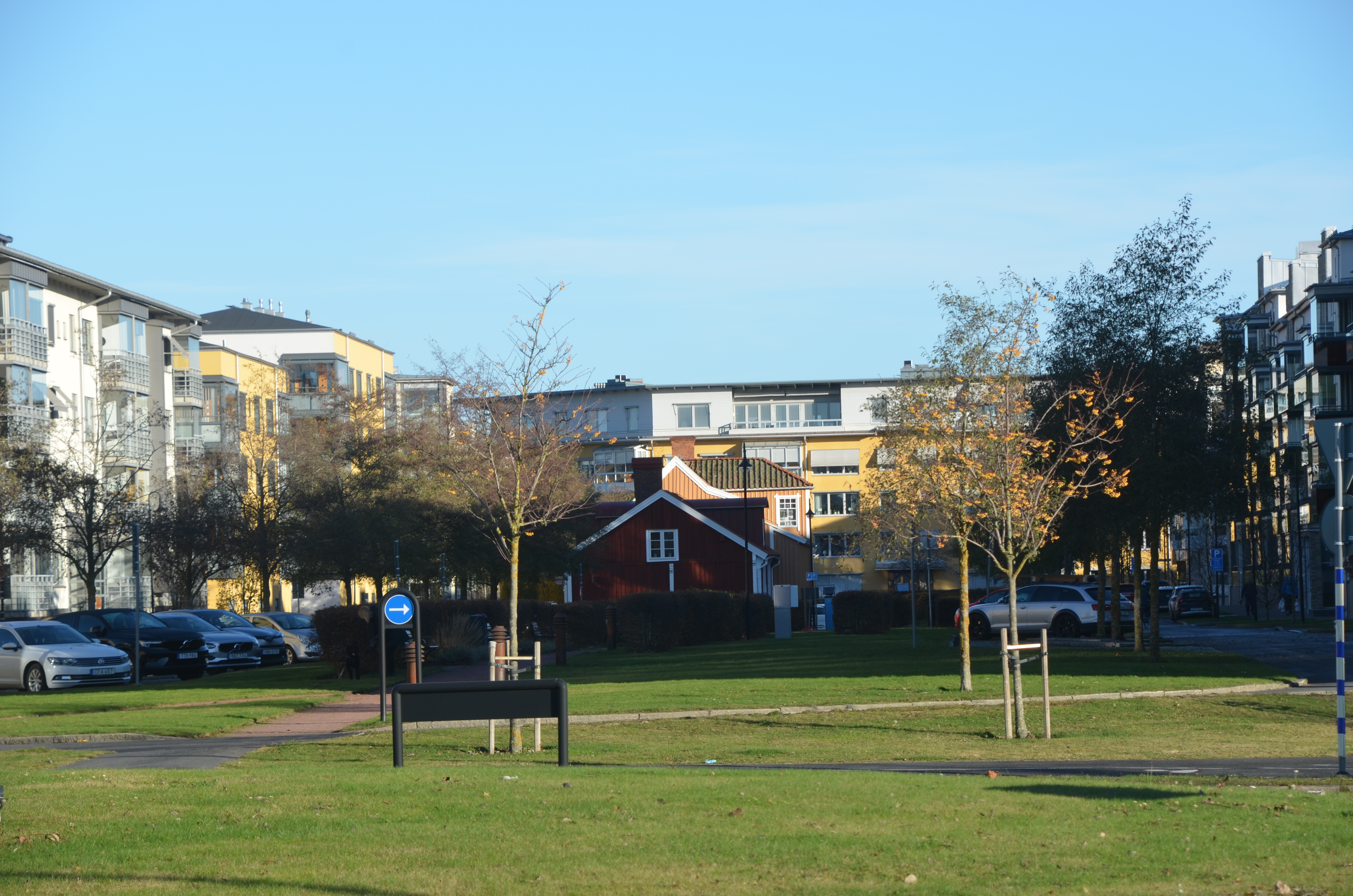
Tidigare utvärdshuset Aspholmen
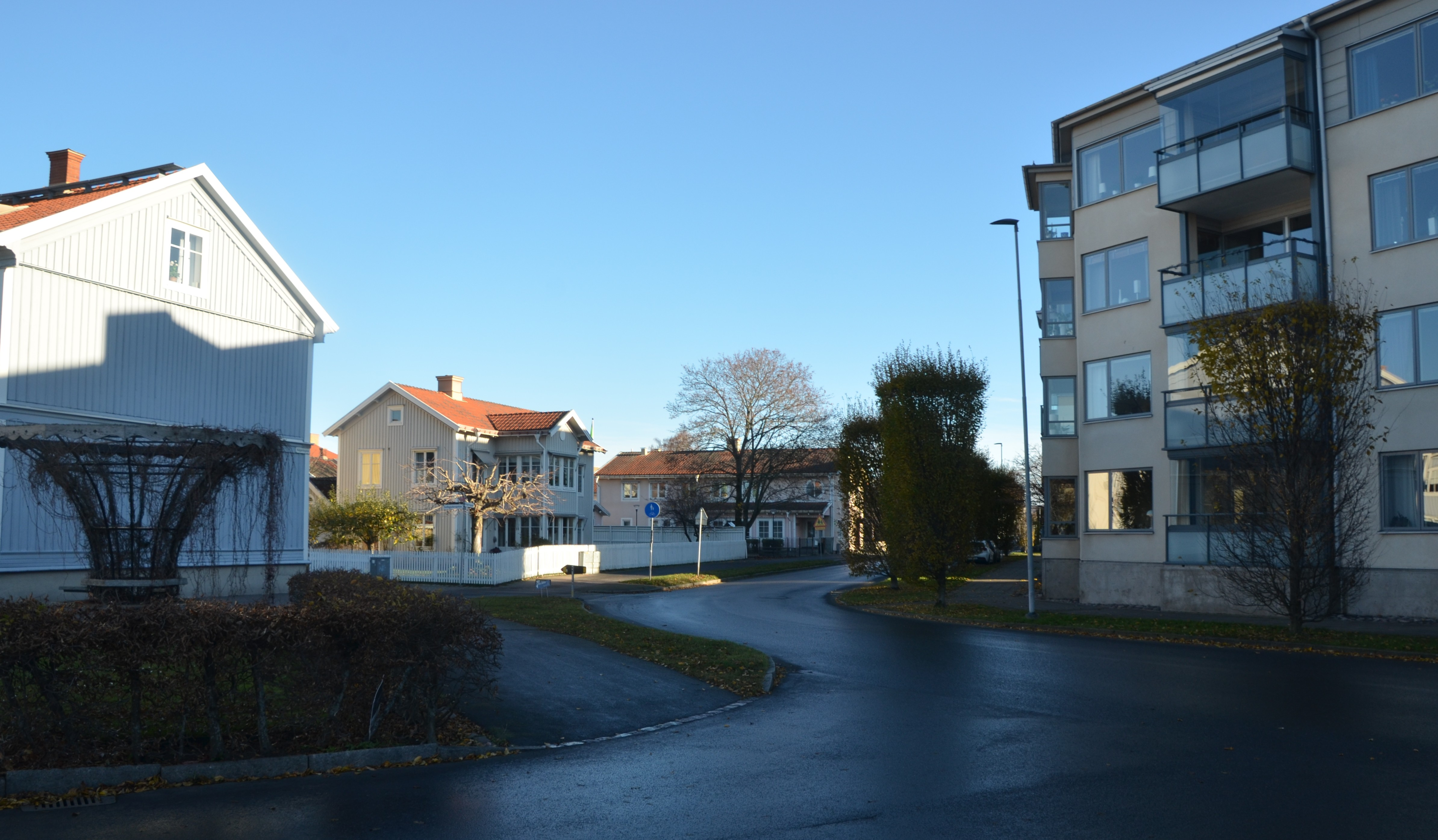
Kålgårdsgatan
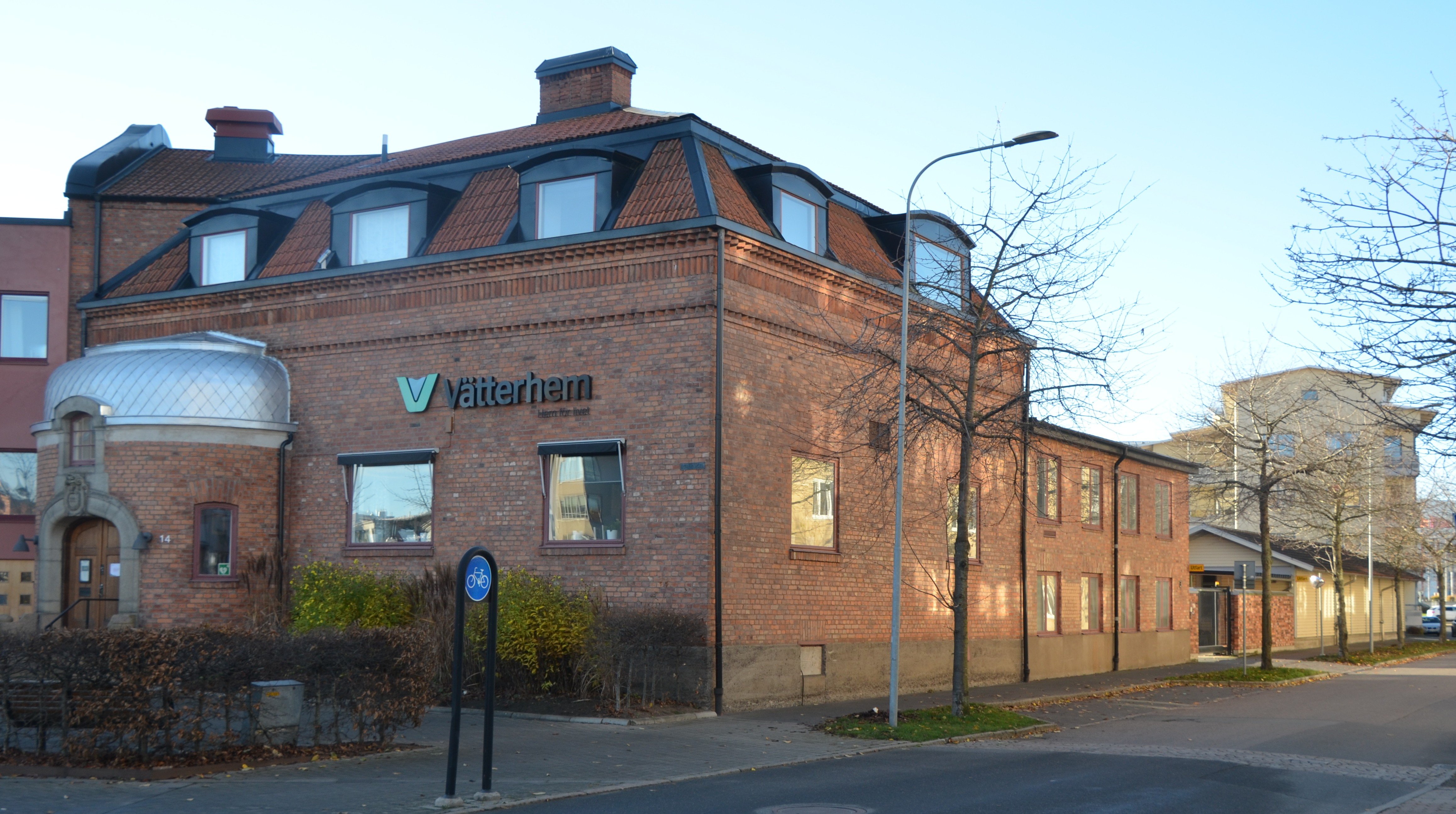
Vätterhems kontor på Västra Holmgatan